# Pila a combustibile microbiologica
Una pila a combustibile microbiologica (microbial fuel cell, MFC) o pila a combustibile biologica è un sistema bio-elettrochimico che genera corrente imitando le interazioni batteriche che si trovano in natura. I micro-organismi catabolizzano composti come il glucosio (Chen et al., 2001), l'acetato, il butirrato (Liu et al., 2005) o le acque reflue (Habermann & Pommer, 1991). Gli elettroni ottenuti con questa ossidazione vengono trasferiti su di un anodo, dal quale passano attraverso un circuito elettrico prima di arrivare al catodo. Da qui vengono trasferiti a un accettore di elettroni ad alto potenziale come l'ossigeno. Mentre la corrente scorre grazie alla differenza di potenziale, la potenza viene generata direttamente dal biocarburante tramite l'attività catalitica dei batteri. (Rabaey & Verstraete, 2005)

## Pila a combustibile microbiologica
Una pila a combustibile microbiologica converte l'energia chimica in energia elettrica mediante la reazione catalitica di microorganismi (Allen e Bennetto, 1993). Una pila microbiologica tipica è costituita da due compartimenti, uno che racchiude l'anodo e l'altro il catodo, uniti da una membrana semipermeabile che permette unicamente il passaggio dei cationi. Nel compartimento dell'anodo, privo di ossigeno, il carburante viene ossidato dai microorganismi, liberando elettroni e cationi. I cationi viaggiano al catodo attraversando la membrana, mentre gli elettroni vi giungono mediante un circuito elettrico esterno alla pila; elettroni e cationi vengono quindi ricombinati con ossigeno nel compartimento del catodo, formando acqua. I batteri nelle pile a combustibile biologiche si alimentano di glucosio e metanolo ottenuti dagli scarti di cibo e li convertono in idrogeno (anche acque reflue e persino l'urina pura possono servire a questo proposito). In generale esistono due tipi di pile a combustibile microbiologiche, con e senza mediatore di trasferimento di elettroni.

### Pila a combustibile microbiologica con mediatore
La maggior parte delle cellule microbiologiche sono elettrochimicamente inattive. Il trasferimento di elettroni da tali cellule all'elettrodo anodo è facilitato da mediatori come la tionina, il paraquat, il blu di metilene, l'acido umico, il rosso toluilene e così via (Delaney et al., 1984; Lithgow et al., 1986). La maggior parte dei mediatori disponibili sono però costosi e tossici.

### Pila a combustibile microbiologica senza mediatore
Le pile a combustibile microbiologiche senza mediatore sono state progettate nel Korea Institute of Science and Technology da un gruppo diretto da Kim, Byung Hong. Tali pile a combustibile non necessitano di un mediatore, ma usano batteri attivi elettrochimicamente per trasferire gli elettroni all'elettrodo (questi vengono trasportati direttamente dall'enzima respiratorio dei batteri). Tra i batteri elettrochimicamente attivi ci sono Shewanella putrefaciens (Kim et al., 1999a), Aeromonas hydrophila (Cuong et al., 2003) e altri.
Le pile senza mediatore sono uno sviluppo molto recente e dovuto a questo, i fattori che ne influiscono il funzionamento, come i batteri usati nel sistema, il tipo di membrana ionica e le condizioni generali come la temperatura, non sono ancora ben interpretati. I batteri nelle pile senza mediatore hanno solitamente enzimi riduttori elettrochimicamente attivi, come i citocromi nella loro membrana esterna, che sono in grado di trasferire elettroni a materiali conduttivi e quindi all'elettrodo (Min, et al., 2005).

## Generazione dell'elettricità
Quando i microorganismi consumano un substrato come lo zucchero in condizioni aerobiche, producono anidride carbonica e acqua. Tuttavia quando l'ossigeno non è presente, essi producono anidride carbonica, protoni ed elettroni, come descritto di seguito (Bennetto, 1990):
C12H22O11 + 13H2O ---> 12CO2 + 48H+ + 48e-
Le pile microbiologiche usano mediatori inorganici per entrare nella catena di trasporto degli elettroni tra le cellule e per "rubare" quelli che vengono prodotti. Il mediatore attraversa le membrane esterne di lipidi e il muro di plasma; comincia poi a liberare gli elettroni dalla loro catena di trasporto che sarebbe normalmente occupata dall'ossigeno o altri intermediari. Il mediatore, ora ridotto, esce dalla cellula carico di elettroni che vengono portati a un elettrodo dove vengono depositati; questo elettrodo diventa l'anodo elettro-generatore (l'elettrodo negativo). Il rilascio degli elettroni riporta il mediatore nel precedente stato ossidato, pronto a ripetere il processo; è importante notare che il processo può avvenire soltanto in condizioni anaerobiche poiché, se fosse presente l'ossigeno, esso raccoglierebbe tutti gli elettroni a causa della sua maggiore elettronegatività rispetto al mediatore.
Questo è il principio per la generazione di un flusso di elettroni dalla maggior parte dei microorganismi. Per trasformare questo flusso in un generatore elettrico usabile, il processo deve essere ospitato in una pila a combustibile. Inoltre è necessario creare un circuito elettrico completo, non basta portare gli elettroni in un punto singolo.
Il mediatore e i microorganismi, in questo caso il lievito, vengono mescolati in una soluzione alla quale viene aggiunto un substrato adatto, come il glucosio. Questa mistura viene messa in un compartimento sigillato in modo da non fare entrare l'ossigeno, forzando quindi i lieviti a usare una respirazione anaerobica. Viene messo poi un elettrodo nella soluzione che funzionerà da anodo, come descritto precedentemente.
Nel secondo compartimento della pila vi è un'altra soluzione e un altro elettrodo. Questo elettrodo, chiamato catodo, è carico positivamente ed è equivalente al pozzo di ossigeno alla fine della catena di trasporto degli elettroni, solo che è esterno alla cellula biologica. La soluzione è un agente ossidante che raccoglie gli elettroni al catodo. Come nella catena degli elettroni nella cellula del lievito, questo agente potrebbe essere fatto di diversi tipi di molecole, come l'ossigeno. Tuttavia tale gas non è particolarmente pratico da usare, poiché ne sarebbe richiesto un grande volume. Un'opzione più conveniente è usare una soluzione di un agente ossidante solido.
A collegare i due elettrodi vi è un filo (o un qualsiasi altro sentiero conduttivo che potrebbe includere un qualche strumento elettrico, come una lampadina), e a completare il circuito collegando i due comparti vi è un ponte salino o una membrana che permette lo scambio di ioni. Quest'ultima caratteristica permette ai protoni prodotti, come descritto nell'equazione più sopra, di passare dal comparto dell'anodo a quello del catodo.
Il mediatore ridotto porta gli elettroni dalle cellule all'elettrodo; da qui il mediatore si ossida mentre deposita gli elettroni. Questi poi scorrono attraverso il filo verso il secondo elettrodo, che funziona come un collegamento a terra; da qui poi passano in un materiale ossidante.

## Usi

### Generazione di energia
Le pile a combustibile microbiologiche hanno molti usi potenziali. Il primo e più ovvio è usare l'elettricità prodotta come sorgente energetica. Virtualmente si può usare qualsiasi materia organica per ‘nutrire’ la pila, che potrebbe essere installata nei depuratori idrici dentro le acque di scarico. I batteri consumerebbero i materiali di scarto nell'acqua e produrrebbero energia supplementare per gli impianti. Il vantaggio di tutto questo è che questo tipo di pile sono un metodo pulito ed efficiente per la produzione energetica, infatti le loro emissioni sono molto al di sotto delle leggi specifiche (Choi, et al., 2000). Le pile microbiologiche usano l'energia molto più efficientemente dei motori a combustione standard, che sono limitati dal ciclo di Carnot. In teoria una pila di questo tipo è in grado di avere un'efficienza energetica molto superiore al 50% (Yue & Lowther, 1986).
Tuttavia le pile a combustibile microbiologiche non necessitano di essere usate in larga scala, poiché gli elettrodi possono essere in alcuni casi spessi soltanto 7 µm e lunghi 2 cm (Chen, et al., 2001). I vantaggi nell'uso di tali pile in questa situazione al posto di normali batterie è che utilizzano una forma rinnovabile di energia e non vanno ricaricate nel modo in cui sono caricate quelle chimiche. In aggiunta a questo, le pile opererebbero bene in condizioni miti, tra i 20 °C e i 40 °C, e con pH attorno al 7 (Bullen, et al., 2005). Anche se sono più potenti dei catalizzatori metallici, sono attualmente troppo instabili per applicazioni mediche a lungo termine, come i pacemaker (Biotech/Life Sciences Portal).

### Ulteriori usi
Siccome la corrente generata da una pila a combustibile microbiologica è direttamente proporzionale all'organicità delle acque reflue usate come carburante, una pila di questo tipo può essere usata per misurare tale organicità (Kim, et al., 2003). Questa organicità viene valutata come valori di domanda biochimica di ossigeno (biochemical oxygen demand o "BOD"). Tali valori sono determinati incubando campioni per 5 giorni con sorgenti adatte di microbi, solitamente fanghi attivi raccolti dalle fognature. Quando i valori di BOD vengono usati come parametro di controllo in tempo reale, 5 giorni di incubazione sono troppi. Un sensore BOD del tipo della pila microbiologica può essere usato per misurare i valori BOD istantanei. L'ossigeno e i nitrati sono accettori preferiti dagli elettroni, riducendo quindi la corrente generata dalla pila; un tale sensore, in presenza di questi accettori, sottostima i valori del BOD. Il problema può essere evitato inibendo la respirazione aerobica e dei nitrati nella pila usando inibitori dell'ossidasi come cianuro e azide. Questo tipo di sensore BOD è disponibile in commercio.

## Ricerche attuali
Attualmente la maggior parte dei ricercatori impegnati in questo campo sono biologi anziché elettrochimici o ingegneri. Questo ha portato alcuni ricercatori (Menicucci, 2005) a effettuare alcune pratiche sbagliate, come registrare la massima corrente ottenuta dalla pila collegata a una resistenza come indicatore delle performance, anziché della corrente stazionaria che è spesso di un ordine di grandezza più bassa. A volte i dati sul valore della resistenza usata sono scarsi, portando a valori non comparabili.

## Storia
All'inizio dello scorso secolo venne concepita l'idea di usare cellule microbiologiche per cercare di produrre elettricità. Michael Cressé Potter fu il primo a lavorare sull'argomento nel 1912. Potter fu un professore di botanica alla Durham University e fu in grado di produrre elettricità dall'Escherichia coli, ma il suo lavoro non fu seguito più di tanto. Nel 1931 tuttavia Barnet Cohen rivolse più attenzione all'argomento quando costruì alcune mezze pile a combustibile microbiologiche che, quando connesse in serie, erano in grado di produrre oltre 35 volt, anche se con una corrente di soli 2 milliampere (Cohen, 1931). Un ulteriore lavoro sul soggetto venne con uno studio di DelDuca et al. che usò l'idrogeno prodotto dalla fermentazione del glucosio fatta dal Clostridium butyricum come reagente all'anodo di una pila a combustibile a idrogeno e aria. Sfortunatamente, anche se la pila funzionava, si scoprì essere inaffidabile a causa della natura instabile della produzione di idrogeno dai microorganismi (Delduca, et al., 1963). Anche se questo problema fu in seguito risolto dal lavoro di Suzuki et al. nel 1976 (Karube, et al., 1976) il progetto corrente della pila a combustibile microbiologica divenne esistente un anno dopo, con un altro lavoro di Suzuki (Karube, et al., 1977).
Anche se quando Suzuki lavorò al progetto alla fine degli anni settanta si capiva poco del funzionamento di queste pile microbiologiche, l'idea fu raccolta e studiata in seguito in maggiore dettaglio prima da MJ Allen e poi da H. Peter Bennetto, entrambi del King's College London. Bennetto vide nella pila un metodo possibile per la generazione di elettricità nei paesi del terzo mondo. Il suo lavoro, cominciato all'inizio degli anni ottanta, aiutò nella comprensione del funzionamento delle pile a combustibile e fino alla sua pensione fu visto da molti come la maggiore autorità nell'argomento.
Si sa che l'elettricità può essere prodotta direttamente dalla decomposizione della materia organica in una pila a combustibile microbiologica, anche se l'esatto meccanismo del processo è ancora da capire interamente. Come una normale pila a combustibile, questa ha sia un compartimento per l'anodo che uno per il catodo. Il comparto anaerobico dell'anodo è collegato internamente con il comparto del catodo tramite una membrana attraversabile dagli ioni e il circuito è completato da un filo esterno.
Nel maggio 2007 l'università di Queensland in Australia, ha completato il suo prototipo di pila a combustibile microbiologica, come risultato della cooperazione con la Fosters Brewing Company. Il prototipo, un modello da 10 litri, converte l'acqua di scarto della birreria in anidride carbonica, acqua pulita ed elettricità. Con il prototipo dimostrato funzionante, si progetta di costruire una versione da 660 galloni per la birreria, che si stima in grado di produrre 2 kilowatt di potenza. Anche se è una piccola quantità di energia, la produzione di acqua pulita è il punto più importante per l'Australia, che sta vivendo il suo peggior periodo di siccità in 100 anni.